# SOS (Rihanna)
"SOS" je dance pop pjesma pop i R&B pjevačice Rihanne, s drugog studijskog albuma A Girl like Me.  "SOS" je objavljena kao debitantski singl s albuma 2006. godine. Završila je na prvom mjestu na top ljestvicama u Australiji i SAD-u, i na jednom od prvih 5 mjesta u Kanadi, Njemačkoj i Ujedinjenom Kraljevstvu. 

## O pjesmi
Pjesmu su napisali producent J. R. Rotem i Evan "Kidd" Bogart, sin osnivača diskografske kuće Neila Bogarta. 
Pjesma je predložena pjevačici Christini Milian za njen 3. studijski album So Amazin', ali ona ju je odbila. CEO islandskog Def Jama L.A. Reid je zatim umjesto nje odabrao Rihannu.
Stih refrena "You got me tossin' and turnin' and I can't sleep at night" je citat iz pjesme Eda Cobba "Tainted Love" iz 1964. godine, u kojoj taj stih glasi "And I've lost my light for I toss and turn - I can't sleep at night."
Stih "Just hold me close boy cos i'm your tiny dancer" je citat iz pjesme Eltona Johna "Tiny Dancer" iz 1971. godine. Ključna i bass linija, te doba su iz pjesme od Soft Cella "Tainted Love" iz 1981. godine.
Rihanna se u pjesmi obraća svom dečku, govori mu da zove pomoć zbog očaja koji u njoj izaziva njihova veza. Govori da je samo on na njenom umu, i da će ga izgubiti (um). Remikse pjesme napravio je Jason Nevins, koji je producirao remikse za izvođače kao što su Madonna, Fall Out Boy, Good Charlotte, Kelly Clarkson, LL Cool J i P!nk. Ova pjesma korištena je u filmu, True Confessions of a Hollywood Starlet.

### Uspjeh na top ljestvicama
U SAD-u, "SOS" je završio na prvom mjestu Billboard ljestvica: Hot 100, Pop 100, Hot Dance Music/Club Play, Hot Dance Airplay, Hot Digital Songs i Hot Digital Tracks; jedino je na Billboard Pop 100 Airplay završila na drugom mjestu, zbog velikog airplay uspjeha pjesme Seana Paula "Temperature". Pjesma je bila dostupna za digitalno preuzimanje uz album i u svom prvom tjednu napravila je dramatičan skok od 34. mjesta do prvog i tako postala jedna od pjesama koje su napravile najviši skok na 1. poziciju u povijesti top ljestvice Billboard. Singl je na prvom mjestu ljestvice proveo 3 tjedna.
Međunarodno, "SOS" postao je Rihannin prvi hit broj jedan u Australiji, i na vrhu top ljestvice proveo je 8 tjedana, tako postajući pjevačicin najveći hit u Australiji. Pjesma je završila na drugom mjestu u Ujedinjenom Kraljevstvu i Njemačkoj, četvrtom u Nizozemskoj, i sedmom u Italiji. U Rumunjskoj, pjesma se natjecala s "If It's Lovin' That You Want" i "Unfaithful" i to otkako je "SOS" gurnula unatrag dobru izvedbu pjesme "If It's Lovin' That You Want", a kad je "SOS" konačno izdana kao singl, "Unfaithful" se počeo emitirati kao airplay.  "SOS" je završila na 28. mjestu top ljestvice u Rumunjskoj.
"SOS" je uklonjena s ljestvice u Ujedinjenom Kraljevstvu poslije 13 tjedana na ljestvici jer je remiks pjesme postojao na singlu za pjesmu "Unfaithful". Po pravilima te ljestvice, novi singl ne smije imati remiks prethodnog singla dok je prethodni još na ljestvici, i to je razlog što je pjesma napustila ljestvicu na 27. mjestu. Ipak, pjesma je bila veliki hit, 9. najprodavaniji singl u Ujedinjenom Kraljevstvu te godine. "SOS" je od izdavanja prodan u 4,6 milijuna kopija širom svijeta.

## Popis pjesama
Ovo su formati i popisi pjesama glavnih singl izdanja pjesme "SOS". Na nekim formatima, "Break It Off" objavljena je kao B-strana singla, sve dok pjesma nije izdana na poseban singl. 
Kanadski/SAD CD Maxi-singl
1. "SOS" [Radio Edit]
2. "SOS" [Nevin's Electrotek Club Mix]
3. "Break It Off" (s Seanom Paulom)
4. "SOS" (CD-ROM Spot)

UK CD singl
1. "SOS" [Radio Edit]
2. "SOS" [Nevin's Glam Club Mix]

Europska/australska inačica
1. "SOS"
2. "Let Me"

UK 12" vinilni singl
Strana A
1. Radio Edit
2. Instrumentalno

Strana B
1. Remiks

## Nagrade
| Godina                        | Nagrada                             | Kategorija | Rezultat |
| ----------------------------- | ----------------------------------- | ---------- | -------- |
| 2006.                         |                                     |            |          |
| Billboardove glazbene nagrade | Najpopularnija airplay dance pjesma | nominacija |          |
| Barbadoške glazbene nagrade   | Najbolji spot                       | nominacija |          |
| Barbadoške glazbene nagrade   | Najbolji dance singl                | nominacija |          |
| MuchMusic video nagrade       | Najbolji međunarodni video izvođač  | dobitak    |          |
| MTV Video Music Awards        | Najbolji novi izvođač               | nominacija |          |
| MTV Video Music Awards        | Izbor gledatelja                    | nominacija |          |
| MTV Europe Music Awards       | Najbolja pjesma                     | nominacija |          |

## Videospot
Za pjesmu su izdana 3 spota; jedan od njih bio je promotivni spot za Agent Provocateur koji prikazuje Rihannu kako hoda u hotelu koji se pretvori u noćni klub. Drugi promotivni spot bio je za Nike, prikazuje plesno natjecanje u teretani. Službena inačica spota snimljena za glazbene kanale i kanale koji puštaju glazbu prvi put je puštena na MTV-jevom Total Request Live i MuchMusic-ovom MuchOnDemand 23. ožujka 2006. godine. Spot je 14. travnja 2006. godine dospio na prvo mjesto ljestvice Total Request Live i ostao na tom mjestu 20 dana.
U toj inačici spota, koji je snimljen pod redateljskom palicom Chrisa Applebauma, Rihanna je odjevena u bikini i govori dečku da će tražiti pomoć zbog očaja koji izaziva njihova veza. Koristi mobilni telefon Nokia 3250, a u nekim scenama sluša "Pon de Replay" i "Tainted Love", pjesmu čiji su dijelovi uzeti za "SOS". U jednoj sceni vidljiv je omot Soft Cellovog albuma.

## Top ljestvice
| Top ljestvica (2006)              | Najviša pozicija |
| --------------------------------- | ---------------- |
| Australija                        | 1                |
| Austrija                          | 4                |
| Belgija                           | 2                |
| Nizozemska                        | 6                |
| Finska                            | 3                |
| Francuska                         | 1                |
| Irska                             | 3                |
| Italija                           | 7                |
| Izrael                            | 2                |
| Kanada                            | 2                |
| Novi Zeland                       | 3                |
| Norveška                          | 3                |
| Njemačka                          | 2                |
| Švedska                           | 12               |
| Švicarska                         | 3                |
| SAD Billboard Hot 100             | 1                |
| SAD Billboard Hot Dance Club Play | 1                |
| SAD Billboard Pop 100             | 1                |
| Ujedinjeno Kraljevstvo            | 2                |